# رالف ماکسیمیلیان سیورت
رالف ماکسیمیلیان سیورت (انگلیسی: Rolf Maximilian Sievert؛ زاده ۶ مهٔ ۱۸۹۶ درگذشته ۳ اکتبر ۱۹۶۶) یک دانشمند اهل سوئد بود. یکای دز معادل که در مطالعه تأثیر تشعشعات رادیواکتیو و اشعه ایکس بر بدن کاربرد دارد به افتخار او سیورت نامیده شده است.